# Biomolekula

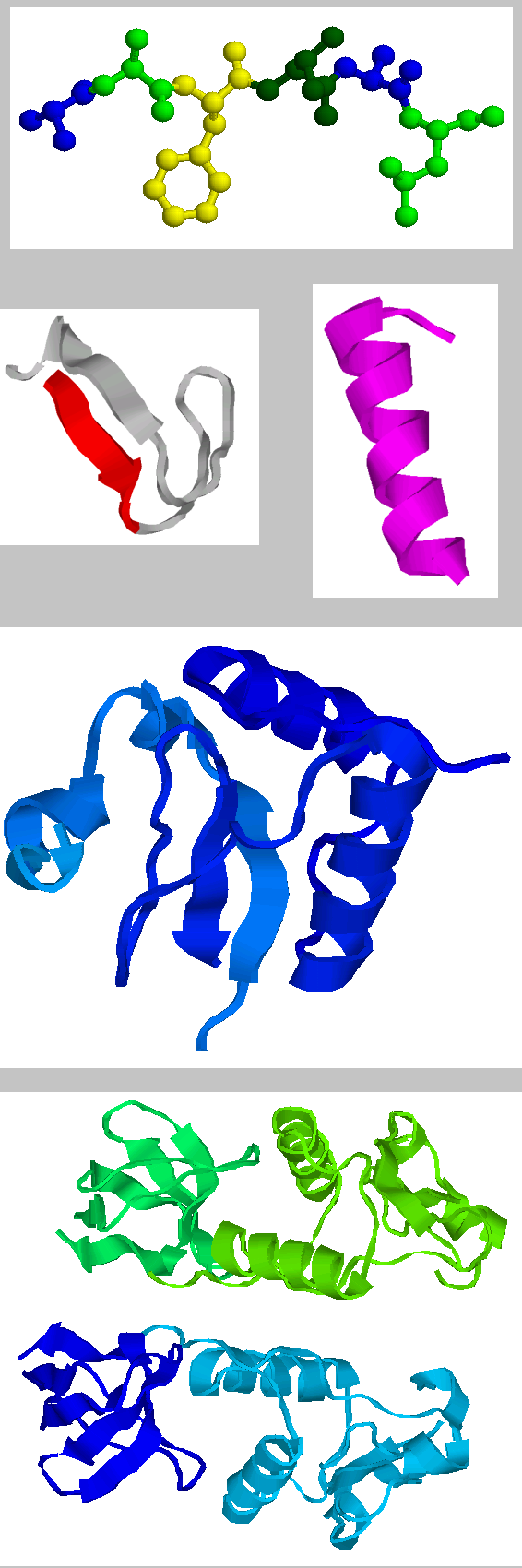
Několik způsobů zobrazení prostorové struktury biomolekuly bílkoviny.

Biomolekuly jsou molekuly chemických sloučenin, které se vyskytují v živých organismech. Skládají se především z uhlíku a vodíku, dále v nich najdeme i dusík, kyslík, fosfor a síru. Ostatní prvky (železo, zinek a kobalt) se vyskytující v biomolekulách pouze ve stopových množstvích.
Biomolekuly jsou nezbytné pro existenci všech forem života,  vznikají nebo se přeměňují ve všech živých organismech. Jejich syntéza je spojena s energetickými výdaji organismu. Jejich funkce jsou rozmanité, od jednoduchého metabolismu, výroby a spotřeby energie, stavby buněčných složek až po složité kontrolní úkoly.
Biomolekuly dělíme na primární a sekundární:
- Primární biomolekuly jsou všechny sloučeniny, které jsou potřebné pro organismus, pro podporu života a jeho růst. Patří mezi ně především bílkoviny, nukleové kyseliny, sacharidy a tuky. Identita každého organismu je dána charakteristickou výbavou bílkovin a nukleových kyselin.
- Sekundární biomolekuly jsou rozděleny do velkých tříd terpenů, aromatických látek a alkaloidů. Jejich význam pro organismus je v současnosti předmětem bádání vědců po celém světě.

Biomolekul je mnoho druhů a mají nejrůznější velikost. V organismu jsou obsaženy nebo syntetizovány malé molekuly ale i polymerní makromolekuly s velmi složitou strukturou.

## Historie
Původní termín pro biomolekuly byl přírodní produkt. Byl určen historickou definicí organické chemie, která zahrnovala všechny látky používané k chovu zvířat a rostlin.
V roce 1827 Jöns Jakob Berzelius  na základě stavu znalostí a složité chemické struktury přírodních produktů předpokládal, že pro jejich výrobu musí být životní síla (vitalis).
V roce 1828 Friedrich Wöhler definoval rozdíl mezi vnitřně a externě organizovanými látkami. Syntézou močoviny prokázal, že sloučenina močoviny, definovaná jako anorganická, může být vyrobena ze sloučeniny kyanidu amonného, který byl definován jako organický.
Výzkum biomolekul se postupně vyvinul v samostatný obor, který se zabývá izolací, strukturní podobou, syntézou a vlastnostmi sloučenin nalezených v živých organismech (lidí, zvířat, rostlin a mikroorganismů).
Po roce 1945 se výzkum biomolekul začal vyvíjet mnohem rychleji s novými a velmi výkonnými analytickými a fyzikálními metodami. Například hmotnostní spektrometrie, rentgenová analýza struktury, NMR spektroskopie, elektroforézy nebo chromatografie umožnily dříve nepředstavitelné objevy v této oblasti.

## Prvky v biomolekulách
Biomolekuly jsou složeny z poměrně malého množství prvků a sloučenin:
- Organické sloučeniny tvoří až 95 % suché organické hmoty. Většinou to jsou makromolekulární látky s vysokou molekulovou hmotností a složitou strukturou.

- Voda tvoří 60 – 95 % hmoty buněk, tkání a orgánů.
- Minerální látky nebo anorganické složky tvoří méně než  5 % živých organismů. Jsou to ionty Na+, K+, Mg2+, Ca2+, Cl−, SO42−, HPO42−. Jsou důležitými regulátory fyzikálně-chemických reakcí a prostředí v živých organismech (pH, iontové síly, osmotický tlak a další).
- Stopové prvky, ionty Fe, Zn a Co, mají důležité katalytické, aktivační a inhibiční funkce.

## Čtyři základní skupiny biomolekul

### Bílkoviny
Bílkoviny (proteiny) jsou makromolekulární sloučeniny sestavené z aminokyselin. Bílkoviny tvoří 50 – 80 % suché hmoty organismů. Nejjednodušší bakterie obsahují přes 3 000 bílkovin, savčí buňka přes 10 000 druhů bílkovin a v celém lidském těle se nachází přes 5 milionů druhů bílkovin. Funkce bílkovin v organismech:
- stavební
- podpůrná
- transportní
- vysoce specializované (katalytické enzymy)
- regulační (hormony)
- obranné (protilátky)

### Nukleové kyseliny
Nukleové kyseliny jsou makromolekulární sloučeniny, jejichž stavebními jednotkami jsou nukleotidy obsahující cukernou složku, dusíkatou bázi a zbytek kyseliny fosforečné (H3PO4). Podle složení a funkce se nukleové kyseliny dělí na deoxyribonukleové kyseliny (DNA) a ribonukleové kyseliny (RNA). Bakterie obsahují přes 1 000 druhů nukleových kyselin. Funkce nukleových kyselin:
- zpracování genetické informace
- skladování genetické informace
- přenos genetické informace

### Sacharidy
Sacharidy (cukry) se v organismech vyskytují ve formě monosacharidů, disacharidů až polysacharidů. Funkce sacharidů
- zdroj energie pro buněčnou aktivitu
- skladování energie (glykogen, škrob)
- některé nerozpustné polysacharidy tvoří extracelulární stavební materiál (celulosa, chitin)
- D-ribosa a deoxy-D-ribosa jsou součástí nukleotidů, které tvoří stavební jednotky nukleových kyselin

### Lipidy
Lipidy (tuky) jsou estery vyšších mastných kyselin a alkoholů nebo jejich derivátů. Množství nepolárních struktur určuje jejich olejovou nebo pevnou podobu. Funkce lipidů:
- triacylglyceroly jsou zdrojem a zásobní formou energie.
- polární lipidy, které často obsahují fosfor nebo dusík, jsou stavebními složkami biomembrán.

## Biomolekuly podle velikosti
- Malé molekuly
  - Lipidy, fosfolipidy, steroly
  - Vitamíny
  - Hormony, neurotransmitéry
  - Cukry
- Monomery
  - Aminokyseliny
  - Nukleotidy
  - Fosfáty
  - Monosacharidy
- Polymery
  - Peptidy
  - Nukleové kyseliny, např. DNA, RNA
  - Polysacharidy
- Makromolekuly
  - Priony
  - Bílkoviny